# Дент (город, Миннесота)
Дент (англ. Dent) — город в округе Оттер-Тейл, штат Миннесота, США. На площади 1 км² (1 км² — суша, водоёмов нет), согласно переписи 2002 года, проживают 192 человека. Плотность населения составляет 193,4 чел./км².
- Телефонный код города — 218
- Почтовый индекс — 56528
- FIPS-код города — 27-15724[1]
- GNIS-идентификатор — 0642771[2]